# Ken McIntyre
„Makanda“ Ken McIntyre (eigentlich Kenneth Arthur McIntyre, * 7. September 1931 in Boston; † 13. Juni 2001 in New York City) war ein US-amerikanischer Jazzmusiker (Altsaxophon, Klarinette, Oboe, Bassklarinette, Klavier und Flöte), Komponist, Arrangeur, Bandleader sowie Hochschullehrer.

## Leben und Wirken
Nach einem zweijährigen Wehrdienst in der U.S. Army, schloss McIntyre seine Studien mit dem Bachelor in Musik-Komposition am Boston Conservatory 1958 ab. Im Jahr 1975 erwarb er noch den Doktortitel (Doctor of Education) an der University of Massachusetts Amherst. Zu Beginn der 1960er Jahre arbeitete er u. a. mit Eric Dolphy zusammen, der auch auf seinem zweiten Album Looking Ahead (1960) mitwirkte.
1962 entstand The Year of The Iron Sheep.
Danach war er vorrangig als Musikpädagoge tätig. Im Jahr 1971 gründete McIntyre das erste afroamerikanische Musikprogramm am State University of New York College at Old Westbury, wo er 24 Jahre unterrichtete. Weiterhin war er an der Wesleyan University (wo er Aufnahmen mit Richard Harper machte und mit Daoud A. Haroon zusammenarbeitete), am Smith College, an der Central State University und an der New School for Jazz and Contemporary Music tätig.
In den 1970er Jahren nahm er einige Alben unter eigenem Namen für das Jazzlabel Steeplechase auf, auf denen Musiker wie Kenny Drew, Reggie Workman, Jaki Byard und Buster Williams mitwirkten. Im Weiteren hat er mit Jazzmusikern wie Nat Adderley, Beaver Harris, Ron Carter, David Murray sowie mit dem Ethnic Heritage Ensemble und mit Charlie Haden und dessen Liberation Music Orchestra zusammengearbeitet.
McIntyre schrieb außerdem über 400 Kompositionen und etwa 200 Arrangements. Weiterhin forschte er als Jazzforscher über die Wurzeln der afroamerikanischen Musikkulturen in der Karibik und in Afrika, über Blues, Jazz und Calypso. Seine Sammlung ist heute in der Library of Congress.
In den frühen 1990er Jahren änderte er seinen Namen in „Makanda Ken McIntyre“. 
McIntyre setzte sich 1996 zur Ruhe und starb im Alter von neunundsechzig Jahren in New York City. 
Zusätzlich zu seinem Hauptinstrument, dem Altsaxophon spielte McIntyre auch weitere Holzblasinstrumente, außerdem Bass, Schlagzeug und Klavier.

## Diskographie (Auswahl)

### Als Leader
- Stone Blues (Prestige, 1960)
- Looking Ahead (Prestige, 1960) mit Dolphy, Walter Bishop Jr., Sam Jones, Art Taylor
- The Complete United Artists Sessions (Blue Note Records, 1962–63) mit Jaki Byard, Ahmed Abdul-Malik, Ron Carter, Louis Hayes, Ben Riley, Warren Smith
- Hindsight (Steeplechase, 1974) mit Kenny Drew, Bo Stief, Alex Riel
- Home (SC, 1975) mit Reggie Workman, Jaki Byard
- Open Horizon (SC, 1975) mit Kenny Drew, Buster Williams
- Introducing the Vibrations (SC, 1976) mit Richard Harper
- Chasing the Sun (SC, 1978) mit Beaver Harris

### Als Sideman
- Cecil Taylor: Open Structure (Blue Note, 1966)
- Nat Adderley: Don’t Look Back (Steeplechase, 1976)
- Liberation Music Orchestra, Dream Keeper (Blue Note, 1990)